# Орлов, Юрий Михайлович (психолог)
Ю́рий Миха́йлович Орло́в (16 апреля 1928 — 11 сентября 2000) — российский учёный, доктор психологических наук, профессор педагогики, психологии и философии, кандидат философских наук, практикующий психолог, создатель теории и практики СаноГенного (оздоравливающего) Мышления (СГМ), автор книг по психологии личности («Самопознание и самовоспитание характера», «Восхождение к индивидуальности», «Обида. Вина», «Стыд. Зависть», «Как беречь любовь», «Научение. Становление человека», «Психология принуждения. Психология ненасилия», «Исцеление философией», «Философия гипертонической болезни» и многих других).

## Биография
Юрий Орлов родился в 1928 году в деревне Бородинка (на территории современного Крапивинского района Кемеровской области).
В 1947—1949 годах учился в Ленинграде в военно-морской медицинской академии им. С. М. Кирова, однако из-за слабого здоровья был отчислен.
После этого Орлов поступил в Челябинский педагогический институт по специальности «история». За три года — с 1949 по 1952 — он заочно прошёл пятилетний курс и специально разработал продуманную «систему управления поведением экзаменатора». Одновременно с учёбой Ю. М. Орлов преподавал в школе историю, психологию и логику.
С 1953 по 1956 год Орлов учился в Институте философии АН СССР в очной аспирантуре. Учёную степень кандидата философских наук он получил за диссертацию о диалектике относительной и абсолютной истины в познании (научный руководитель — П. В. Таванец).
С 1964 по 1971 год был заведующим кафедрой педагогики и психологии Балашовского пединститута имени Н. Г. Чернышевского — редкий случай в советские времена, когда беспартийный человек заведовал гуманитарной кафедрой.
С 1969 по 1971 год Орлов читал лекции по теории эксперимента и математической статистике в психологии в Институте повышения квалификации психологов АПН. Его лекции пользовались успехом у слушателей, которые (сравнительно с лекциями профессоров математиков из МГУ) были более ясны, конкретны и практичны для слушателей-психологов, стремившихся овладеть математической статистикой в психологии. Как следствие, Орлова пригласили к сотрудничеству в качестве профессора.
С 1973 по 2000 год Ю. М. Орлов работал в Московской Медицинской академии им. И. М. Сеченова и заведовал там кафедрой педагогики и медицинской психологии. Он успешно защитил докторскую диссертацию по психологии («Потребностно-мотивационные факторы эффективности учебной деятельности студентов ВУЗа»).
С 1993 по 2000 год являлся действительным членом Международной академии информатизации и президентом отделения психологии этой академии.
Умер 11 сентября 2000 года. Похоронен на Хованском кладбище.

## Труды
Разработаны:
- концепция эффективности учения;
- вопросники для измерения потребностей в достижениях в аффилиации и в доминировании, тревожности в экзаменационной ситуации;
- разработал когнитивно-эмотивный тест КЭТ для измерения определённых видов рефлексии[8][9];
- ввёл новое понятие «потребностный профиль»[8][10];
- ввёл понятие мотивационного синдрома потребности;
- разработал теорию и практику саногенного мышления (СГМ) как метода оздоровления человека и технологию обучения саногенной рефлексии, при этом СГМ применяется в системе психогигиены и оздоровления.

Юрий Михайлович является автором более 30 книг по психологии личности, воспитанию и оздоровлению человека, им написаны более 100 статей в научных и популярных журналах, регулярно выступал с лекциями, вёл активную общественную жизнь. В последние годы Орлов вёл в Политехническом музее систематический курс философии и психологии саногенного мышления, участвовал в научных передачах.
В своих работах Ю. М. Орлов критически отзывался о теории деятельности: «Я делал вид, что разделяю эту худосочную теорию деятельности Леонтьева, которая, в общем-то, завела психологию в тупик».

## Семья
- Жена: Елена Ивановна Красникова — психолог;
- Сын: Иван Юрьевич Орлов — (род. 10 сентября 1984, Москва) фотограф.